# Operacja „Hamburger”
Operacja „Hamburger” (ang. Good Burger) – amerykański film komediowy i familijny, w Polsce znany też jako: Wojna na kotlety. Film z 1997 roku napisany głównie przez Dana Schneidera i Kevina Kopelowa.

## Opis fabuły
Dwaj przyjaciele Ed i Dexter Reed pracują w pobliskim barze szybkiej obsługi o nazwie „Good Burger”. Obaj wspierają się w każdej złej sytuacji. Pewnego dnia bar przyciąga coraz większe tłumy ludzi. Good Burger cieszy się coraz większą reputacją. Bohaterowie muszą się starać, gdyż ich gościem jest m.in. gwiazda koszykówki Shaquille O’Neal.

## Obsada

### Główne role
- Kel Mitchell – Ed
- Kenan Thompson – Dexter Reed

### W pozostałych rolach
- Shaquille O’Neal – Shaquille O'Neal
- Carmen Electra – Lani McKensie
- Dan Schneider – Pan Baily
- Ron Lester – Spatch
- Sinbad – Pan Wheat
- Abe Vigoda – Otis
- Shar Jachson – Monique
- Jan Schweiterman – Kurt Bozwell
- George Clinton – Dancing Crazy
- Linda Cardellini – Heather
- J. August Richards – Griffen
- Brian Peck – Zdenerwowany klient'
- Rob Elk – Pomocnik
- Ginny Schreiber – Deedee
- Joch Server – Fizz
- Marques Houston – Jake
- Carmen Electra – Roxanne (niewymieniony w czołówce)
- Richard Commings Jr. – aresztujący oficer (niewymieniony w czołówce)
- Carmit Bachar – tancerka